# Bernard Sesboüé
Bernard Sesboüé (ur. 30 lipca 1929 w La Suze-sur-Sarthe, zm. 22 września 2021 w Lille) – francuski jezuita, teolog, uczestnik ruchu ekumenicznego.

## Życiorys
Uczył się w kolegium jezuickim w Le Mans, obronił też licencjat z literatury antycznej na Uniwersytecie Paryskim. W 1948 wstąpił do nowicjatu jezuickiego, w latach 1952–1961 odbył formację teologiczną i filozoficzną w Chantilly. 7 września 1960 przyjął święcenia kapłańskie. W pierwszej połowie lat 60. studiował na Uniwersytecie Gregoriańskim, gdzie obronił pracę doktorską L’Apologie d’Eunome de Cyzique et le contre Eunome (L. I-III) de Basile de Césarée. W latach 1964–1974 wykładał patrystykę i dogmatykę na jezuickim wydziale teologicznym w Lyonie-Fourvière, w latach 1974–2006 patrystykę i eklezjologię na jezuickiej uczelni Centre-Sèvres w Paryżu.
W latach 1967–2005 był członkiem Grupy z Dombes (od 2003 pełnił w niej funkcję współprzewodniczącego ze strony katolickiej), w latach 1981–1985 członkiem Międzynarodowej Komisji Teologicznej, konsultorem Papieskiej Rady do spraw Popierania Jedności Chrześcijan, uczestniczył w III spotkaniu dialogu ewangelikalno-katolickiego na temat misji (ERCDOM), które odbyło się w kwietniu 1984.
Jako duszpasterz wspierał wspólnotę osób, które doświadczyły śmierci własnego dziecka.
W 2011 otrzymał Prix du Cardinal-Grente, przyznawaną przez Akademię Francuską.

## Twórczość
Opublikował m.in.:
- Annoncer la mort du Seigneur. Un dossier théologique (1971) – współautor Paul Beauchamp.
- L’Onction des malades (1972).
- Dossiers historiques sur le mystère du Christ. Rassemblés pour servir à l’étude du Traité de l’incarnation (1972).
- L’évangile dans l’Église. La tradition vivante de la foi (1975).
- Jésus Christ à l’image des hommes. Brève enquête sur les déformations du visage de Jésus dans l’Eglise et dans la société (1978), wyd. polskie Jezus Chrystus na obraz ludzi. Krótki przegląd przedstawień Jezusa na przestrzeni historii (2006).
- Jésus-Christ dans la tradition de l’Église. Pour une actualisation de la christologie de Chalcédoine (1982).
- Réconciliés avec le Christ (1988).
- Jésus-Christ l’unique médiateur. Essai sur la rédemption et le salut, t. 1 Problèmatique et relecture doctrinale (1988), t. 2 Les récits du salut. Proposition de sotériologie narrative (1991), wyd. polskie Jezus Chrystus jedyny pośrednik. T. 1, Rzecz o odkupieniu i zbawieniu (2015), Jezus Chrystus jedyny pośrednik. T. 2, Opowiadania o zbawieniu: propozycja soteriologii narratywnej (2016).
- La Résurrection et la vie. Petite catéchèse sur les choses de la fin (1990), wyd. polskie Zmartwychwstanie i życie: krótki traktat o rzeczach ostatecznych (2002).
- Pour une théologie oecuménique. Église et sacrements. Eucharistie et ministères. La Vierge Marie (1990).
- Pédagogie du Christ: éléments de christologie fondamentale (1994).
- N’ayez pas peur!. Regards sur l’Église et les ministères aujourd’hui (1996).
- Saint Basile et la Trinité. Un acte théologique au IVe siècle: le rôle de Basile de Césarée dans l’élaboration de la doctrine et du langage trinitaires (1998).
- Croire. Invitation a la foi catholique pour les femmes et les hommes du XXIe siecle (1999), wyd. polskie Wierzę. Wezwanie do wiary katolickiej dla kobiet i mężczyzn XXI wieku (2000).
- Tout récapituler dans le Christ. Christologie et sotériologie d’Irénée de Lyon (2000).
- Le magistère à l’épreuve. Autorité, vérité et liberté dans l’Église (2001), wyd. polskie Władza w kościele. Autorytet, prawda i wolność (2003).
- Karl Rahner (2001).
- Le Christ hier, aujourd’hui et demain (2004) wyd. polskie Chrystus wczoraj, dziś i jutro (2007).
- Hors de l’ Église pas de salut. Histoire d’une formule et problèmes d’interprétation (2004), wyd. polskie Poza Kościołem nie ma zbawienia. Historia formuły i problemy interpretacyjne (2007).
- La patience et l’utopie. Jalons œcuméniques (2006).
- Yves de Montcheuil (1900-1944). Précurseur en théologie (2006).
- La théologie au XXe siècle et l’avenir de la foi. Entretiens avec Marc Leboucher (2007).
- L’Évangile et la tradition (2008), wyd. polskie Ewangelia i tradycja (2012).
- Invitation à croire. 2, Des sacraments crédibles et désirables (2009).
- Sauvés par la grâce. Les débats sur la justification du XVIe s. à nos jours (2009).
- Christ, Seigneur et Fils de Dieu. Libre réponse à l’ouvrage de Frédéric Lenoir (2010).
- Les „trente glorieuses” de la christologie (1968-2000) (2011).
- Pour une théologie oecuménique. Église et sacrements, Eucharistie et ministères, la Vierge Marie (2011).
- Histoire et théologie de l’infaillibilité de l’Église (2013).
- Léonce de Grandmaison (1868-1927). Un intellectuel temoin du Christ et apôtre de l’Esprit (2015).
- L’homme, merveille de Dieu. Essai d’anthropologie christologique (2015).
- Introduction à la théologie. Histoire et intelligence du dogme (2017).
- L’acte théologique d’Irénée de Lyon à Karl Rahner. Les grandes créations en théologie chrétienne (2017).
- Comprendre l’Eucharistie (2020).

Był także redaktorem i jednym z autorów Histoire des dogmes (t. 1 Le Dieu du salut (1994), t. 2 L’homme et son salut (1995), t. 3 Les signes du salut (1995), La Parole du salut (1996)), która ukazała się po polsku jako Historia dogmatów (t. 1 Bóg zbawienia (1999), t. 2 Człowiek i jego zbawienie (2001), tom 3 Znaki zbawienia (2001), tom 4 Słowo zbawienia (2003)).